# 松月院 (古河市)
松月院（しょうげついん）は、茨城県古河市牧野地にあった臨済宗の寺院。鎌倉円覚寺の末寺。山号を感湖山、院号を松月院という。明治初期に廃寺となり、現在は「松月院御所塚」とその周辺が小公園として整備されている。古河公方ゆかりの寺院であった。

## 歴史
第3代古河公方・足利高基開基の鎌倉円覚寺系列寺院。『円覚寺史』 などから、当初は高基法号の「千光院」と称し、のちに足利義親の正室の法号「松月院」に改称されたと考えられている。  　開基の年代は不明だが、足利高基没年の天文4年（1535年）に近い時期である。
足利義親は、最後の古河公方・足利義氏の娘・氏姫と、古河公方と対立してきた小弓公方末裔の足利頼氏との間に生まれた。この婚姻は豊臣秀吉の指示によるもので、頼氏が下野喜連川に所領を得て移り住んだ後も、氏姫と義親は古河に残り、最後まで鴻巣御所で暮らしていた。義親は榊原康政の娘を正室とし、2人の間に尊信が生まれたが、翌年の元和5年（1619年）に義氏の正室は亡くなったため、氏姫の計らいによって本院に葬られたと考えられる。 「松月院」に改称した時期もこの頃である。
なお、当院出身の住職・三英昌益は、円覚寺161世となっている。
江戸時代後期に書かれた『古河志』によれば、本院は永仙院 ・徳源院とともに、古河の「足利開基三ヵ院」と称されていた。江戸時代後期は、他の三ヵ院同様に無住持の状態が続き、明治4年（1871年）には廃寺となって、栃木市藤岡町蛭沼・山王寺に合併された 。

## 文化財
- 松月院御所塚：松月院の一角にあった御所塚とその周辺が小公園として整備されている。古河総合公園から西側に約400mm離れた位置にある。宝篋印塔が二基あり、一つは足利義親の正室・松月院のものと考えられている。もう一つの無銘の石塔は、御所塚と呼ばれていたことから、いずれかの古河公方のものとも考えられるが、史料が残されておらず、明らかではない。古河市指定文化財（史跡）[8]。

## 交通（御所塚まで）
- 鉄道
  - 東日本旅客鉄道（JR東日本）宇都宮線古河駅西口から徒歩30分（約2.4 km）、タクシー10分、市内観光用無料レンタル自転車「コガッツ」利用可[9]
  - 東武日光線新古河駅東口から徒歩35分（約2.8 km）